# تیم ملی بسکتبال زنان اتریش
تیم ملی بسکتبال زنان اتریش، نماینده اتریش در مسابقات بین‌المللی بسکتبال زنان است. این تیم توسط فدراسیون بسکتبال اتریش اداره می‌شود.